# Biscay (Minnesota)
Pour les articles homonymes, voir Biscay (homonymie).
Biscay est une ville américaine située dans le Comté de McLeod, dans le Minnesota. Selon le recensement de 2010, sa population est de 113 habitants.